# HD 175640
HD 175640，又名BD-01 3602，SAO 142825、HR 7143，是一颗恒星，视星等为6.22，位于銀經31.89，銀緯-1.92，其B1900.0坐标为赤經18h 51m 11s，赤緯-1° -1.92′ 43″。